# Třída Roon
Třída Roon byla třída pancéřových křižníků německého císařského námořnictva. Tvořily ji jednotky Roon a Yorck postavené v letech 1902 až 1906. Obě lodě bojovaly v první světové válce. Yorck se roku 1914 po navigační chybě potopil ve vlastním minovém poli.

## Stavba
Celkem byly postaveny dvě jednotky této třídy. První postavila loděnice Kaiserliche Werft Kiel v Kielu a druhou loděnice Blohm & Voss v Hamburku.
Jednotky třídy Roon:
| Jméno | Loděnice               | Založení kýlu | Spuštěna | Vstup do služby    | Status                                                           |
| ----- | ---------------------- | ------------- | -------- | ------------------ | ---------------------------------------------------------------- |
| Roon  | Kaiserliche Werft Kiel | 1902          | 1903     | 5. dubna 1906      | Od roku 1916 cvičná loď a plovoucí kasárna, po válce sešrotován. |
| Yorck | Blohm & Voss           | 1903          | 1904     | 21. listopadu 1905 | Dne 4. listopadu 1914 se po navigační chybě potopil na minách.   |

## Konstrukce

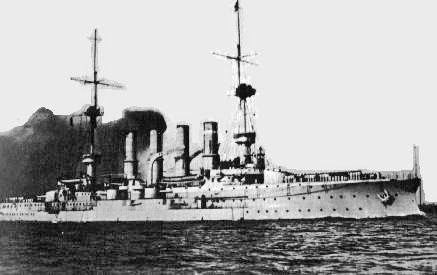
Yorck

Třída byla vylepšením předchozí třídy Prinz Adalbert na kterou úzce navazovala. Roon a Yorck však byly o něco větší a měly mírně vyšší rychlost. Hlavní výzbroj tvořily čtyři 210mm kanóny ve dvoudělových věžích. Sekundární ráži představovalo deset 150mm kanónů. Lodě dále nesly čtrnáct 88mm kanónů a čtyři torpédomety. Pohonný systém tvořilo 16 kotlů a tři parní stroje o výkonu 19 000 hp, pohánějící tři lodní šrouby. Nejvyšší rychlost dosahovala 21 uzlů.

## Osudy

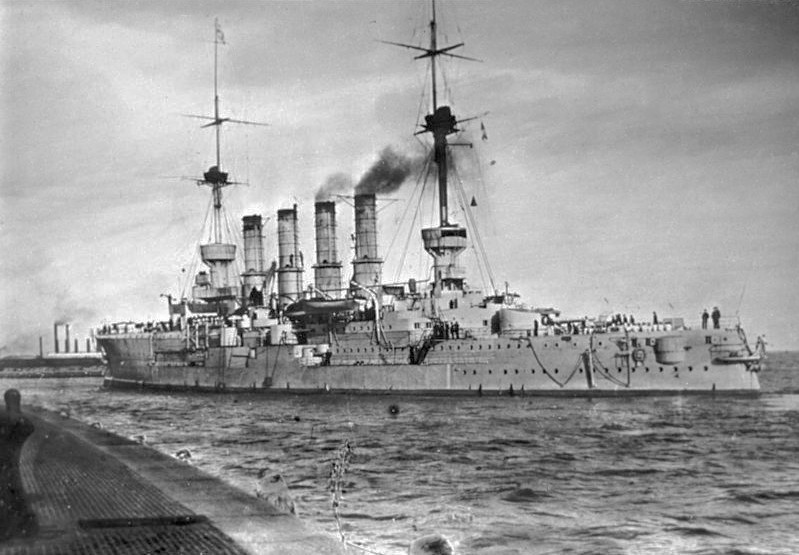
Křižník třídy Roon

Roon se 16. prosince 1916 podílel na ostřelování přístavů Scarborough, Hartlepool a Whitby. Operoval také proti ruskému carskému námořnictvu v Baltském moři. Dne 2. července 1915 se účastnil bitvy u Östergarnu. V roce 1916 byl převeden k výcviku a sloužil i jako plovoucí kasárna. Po válce byl sešrotován.
Yorck se na počátku války nacházel v rezervě a musel být reaktivován. Dne 4. listopadu 1914 křižník vinou navigační chyby najel v ústí Jade do vlastního minového pole a potopil se. Padlo 336 mužů.